# Ludwig Minkus
Ludwig Minkus (23. března 1826, Vídeň – 7. prosince 1917, Vídeň) byl rakouský hudební skladatel, dirigent a houslový virtuóz. Skládal především hudbu k baletním představením.

## Život
Narodil se v židovské rodině ve Vídni, ale rod Minkusů pocházel z Velkého Meziříčí. Už v mládí začal komponovat (např. pasáže pro balet Paquita Édouarda Delvedeze). První zcela vlastní skladby publikoval roku 1846. V roce 1852 byl angažován do vídeňské Dvorské opery.
Značnou část života ovšem strávil v Rusku, kam odjel v roce 1853. Nejprve působil jako houslista na dvoře knížete Nikolaje Jusupova. Později nastoupil do orchestru moskevského Velkého divadla. Ten od roku 1862 řídil jako dirigent. V letech 1856–1861 se v Rusku živil jako koncertní mistr. Nakonec získal hodnost inspektora carských divadel a přesídlil do Petrohradu. V té době začal také tvořit hudbu k baletu, často ve spolupráci s choreografem Mariem Petipou. Ta začala představením Don Quijote, dodnes nejslavnějším. Nakonec společně vytvořili dvacítku baletních představení (např. La Bayadère), v nichž se hudba klasickým způsobem podřizuje choreografii. Na konci života se vrátil do rodné Vídně.